# The Black Raven
The black raven è un film statunitense del 1943, diretto da Sam Newfield. Il film è un remake di The Rogue’s Tavern, del 1936, di Robert F. Hill.

## Trama
In una oscura notte di tempesta diverse persone convengono fortuitamente alla locanda di frontiera Black Raven, accomunate dal fatto di voler oltrepassare il confine e recarsi in Canada per eludere comportamenti illeciti di maggiore o minore gravità. Il proprietario Amos Bradford, alias Black Raven, il “Corvo nero”, ed il suo pavido aiutante Andy accolgono in successione un evaso, un malavitoso in odore di mafia, un impiegato che ha sottratto denaro pubblico, una coppia in fuga verso il matrimonio osteggiato dal padre di lei, politico influente e corrotto che pure è presente alla locanda.
Mentre le vicende degli avventori si dimostrano variamente legate fra loro, dopo una prima misteriosa uccisione accorre lo sceriffo, ma gli omicidi si susseguono finché tra i superstiti, cessato il diluvio, non si riuscirà ad identificare l’assassino – o gli assassini.